# Graničari stari
Graničari stari je hrvatska domoljubna pjesma pučkoga pjesnika Đuke Galovića. Pjeva o obrani Hrvatske od Osmanlija.  
Pjesma opjevava slavonske graničare što su branili i čuvali tadašnji pogranični prostor Habsburške Monarhije na rijeci Savi od mogućih napada otomanske vojske iz bosanskoga pašaluka. Također, po pjesmi je nazvana godišnja manifestacija što se održava u Štitaru od 2005., s ciljom očuvanja štitarskih graničarskih običaja, starih narodnih običaja i načina života.
Pjesma je snimljena 1989. godine, s tim kako su je iste godine, ali zasebno objavili Zlatni dukati u nosaču zvuka Hrvatska pjesmarica te Vera Svoboda i Tamburaški orkestar Ex Pannonia u nosaču zvuka Vezak vezla Hrvatica mlada.

## Tekst
Odavno smo graničari stari,

čuvali smo granicu na Savi,

granicu na Savi.

Čuvali smo granicu na Savi,

granicu na Savi.
Čuvali je sa starih čardaka,

branili je hrabro od Turaka,

hrabro od Turaka.

Branili je hrabro od Turaka,

hrabro od Turaka.
I djedovi svoju krv su lili,

čuvajući naš zavičaj mili,

naš zavičaj mili.

Čuvajući naš zavičaj mili,

naš zavičaj mili.
Čuvali ga stotine godina,

branili ga hrabro od turčina,

hrabro od turčina.

branili ga hrabro od turčina,

hrabro od turčina.
Dođe li dušman s bilo koje strane,

potomci će zavičaj da brane,

zavičaj da brane,

potomci će zavičaj da brane,

zavičaj da brane.